# 大圣寺
大圣寺，位于江苏省南通市十总镇双墩古街东侧。汉族地区佛教全国重点寺院之一。

## 简介
大圣寺始建于清嘉庆年间，该寺与狼山广教寺一脉相承，供奉南通特有的大圣菩萨（僧伽）。抗日战争期间曾作为新四军陶勇、梁灵光将军的活动地点。